# Saharet
Saharet (née Paulina Clarissa Molony à Richmond, près de Melbourne, le 23 mars 1879 et morte à Battle Creek, Michigan, le 24 juillet 1964) est une danseuse australienne spécialisée dans le cancan.
Elle commence le ballet à l'âge de 16 ans dans sa ville natale puis déménage à San Francisco avec sa famille, où elle est engagée comme « danseuse excentrique », avant de se rendre à New York, où elle danse notamment à Broadway. Elle part ensuite en tournée à travers les États-Unis.
En 1897 elle est engagée aux Folies Bergère et fait le tour de l'Europe.
Elle a dansé dans plusieurs films : Saharet, le Boléro d'Alice Guy (1905), Auf dem Maskenball, La Malaguena, La Serenada, Hexenfeuer et Unter der Maske d'Oskar Messter (1910-1912), Des Lebens Würfelspiel d'Adolf Gärtner (1912) et Mimosa-san de Curt A. Stark (1913).
Les peintres allemands Franz von Lenbach et Franz von Stuck l'ont immortalisée.

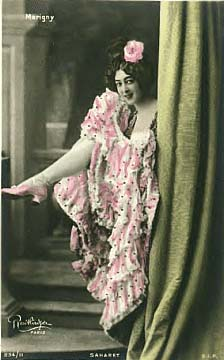
Photo, c. 1899
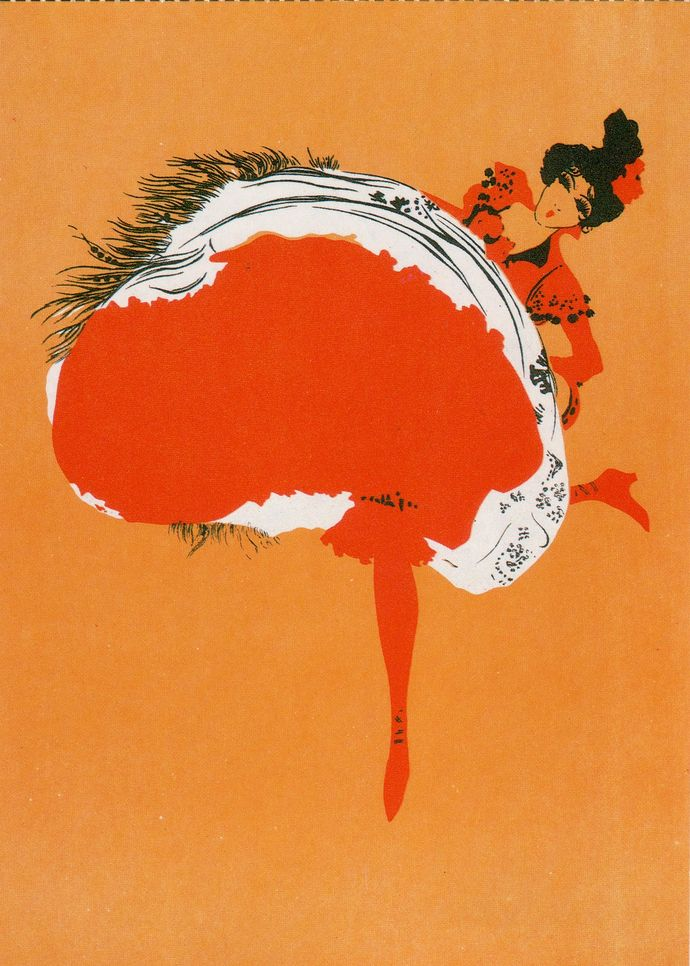
Affiche de Maurice Biais, c. 1902
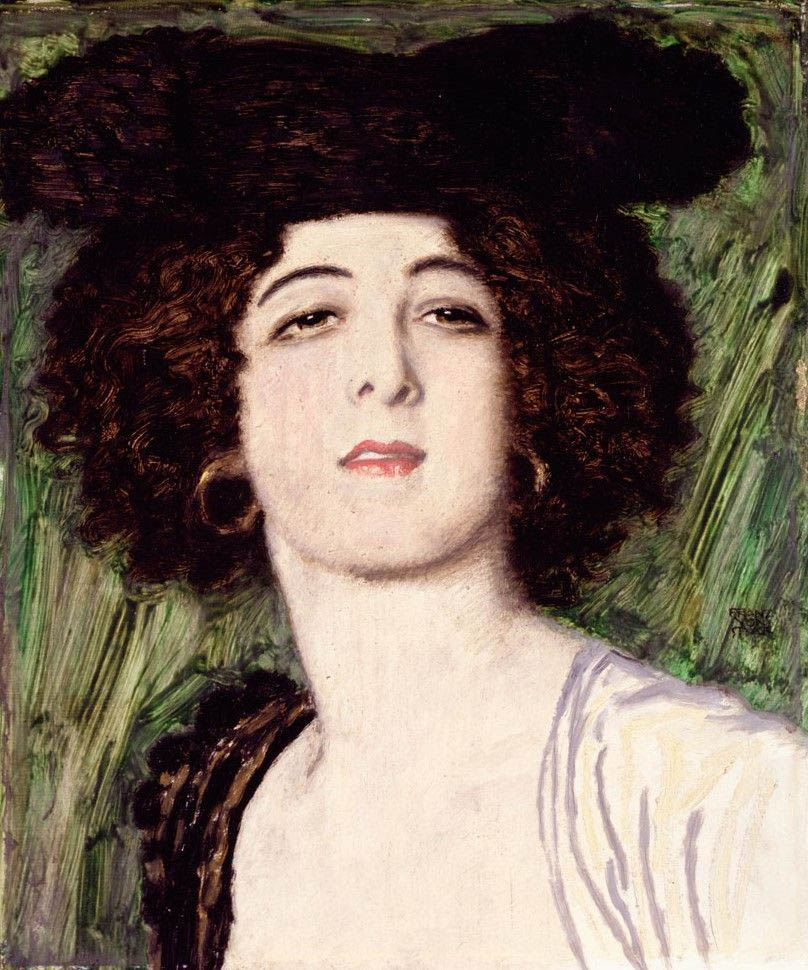
Portrait par Franz von Stuck, 1906
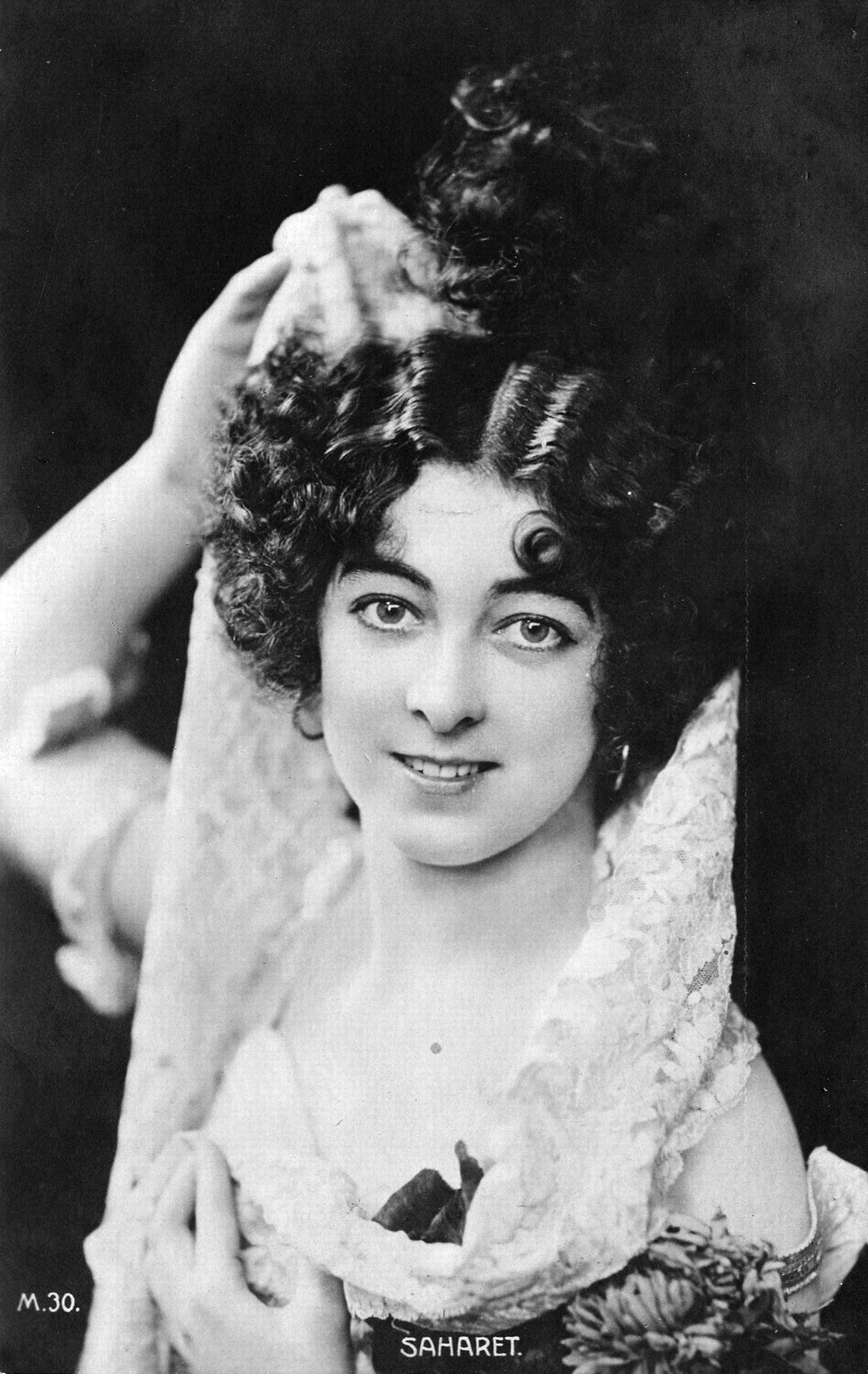
Photo, c. 1900